# Quảng Kim
Quảng Kim là một xã thuộc huyện Quảng Trạch, tỉnh Quảng Bình, Việt Nam.

## Địa lý
Xã Quảng Kim nằm ở phía bắc huyện Quảng Trạch, cách thị xã Ba Đồn khoảng 20 km về hướng bắc, có vị trí địa lý:
- Phía đông giáp xã Quảng Đông
- Phía tây giáp xã Quảng Hợp
- Phía nam giáp các xã Quảng Châu, Quảng Tùng, Quảng Phú
- Phía bắc giáp tỉnh Hà Tĩnh.(kỳ nam, kỳ phương huyện kỳ anh)

Xã Quảng Kim diện tích là 37,68 km², dân số năm 2019 là 3.946 người, mật độ dân số đạt 105 người/km².

## Hành chính
Xã Quảng Kim được chia thành 6 thôn: 1, 2, 3, 4, 5, Thôn Hùng Sơn

## Kinh tế
Dân cư trong xã sinh sống chủ yếu phụ thuộc vào sản xuất nông - lâm nghiệp, trong đó trồng rừng là một thế mạnh. Nằm bên dòng sông Loan thơ mộng, dựa sau lưng là dãy núi Hoành Sơn hùng vỹ, đã tạo cho con người nơi đây một nếp sống hiền hòa mà kiên cường trước mọi khó khăn trong cuộc sống.
Đặc sản của người dân nơi đây là sáo sáo (một loại ngao nước lợ), hàu, cá đối, cà mắm, mắm cáy,... đã từng nuôi dưỡng bao thế hệ và trở thành tiềm thức văn hóa của con người Quảng Kim.